# Kumamoto (thành phố)

Bản đồ hiển thị Khu vực Việc làm Thủ đô Kumamoto

Thành phố Kumamoto (熊本市, Kumamoto-shi, Hùng Bản thị) là thành phố trung tâm hành chính của tỉnh Kumamoto, đồng thời là một thành phố trung tâm vùng phía Nam Kyūshū, Nhật Bản. Tính đến  ngày 1 tháng 6 năm 2019, thành phố có dân số khoảng 738,907 người và mật độ dân số 1,893 người trên một km². Tổng diện tích cả vùng là 390.32 km².
Greater Kumamoto (熊本都市圏) có dân số 1.461.000 người, theo điều tra dân số năm 2000. Tính đến  năm 2010, Khu vực việc làm đô thị Kumamoto có GDP là 39,8 tỷ USD. Đây không được coi là một phần của khu vực đô thị Fukuoka-Kitakyushu, mặc dù có chung biên giới. Thành phố được chỉ định vào ngày 1 tháng 4 năm 2012, theosắc lệnh của chính phủ.

## Lịch sử

### Đầu thời kỳ cận đại

#### Thời kỳ Shokuhō
Katō Kiyomasa, người cùng thời với Toyotomi Hideyoshi, được phong làm daimyō của một nửa khu vực hành chính (cũ) của Higo vào năm 1588. Sau đó, Kiyomasa đã xây dựng Thành Kumamoto. Do có nhiều thiết kế phòng thủ sáng tạo, thành Kumamoto được coi là bất khả xâm phạm và Kiyomasa nổi tiếng là một trong những người xây dựng thành trì giỏi nhất trong lịch sử Nhật Bản.

#### Thời kỳ Edo
Sau khi Kiyomasa qua đời vào năm 1611, con trai của ông là Tadahiro kế vị ông. Năm 1632, Tadahiro bị Tokugawa Iemitsu loại bỏ và thay thế bằng Gia tộc Hosokawa. Hosokawa Tadatoshi, lãnh chúa thứ ba của Kumamoto, là người bảo trợ cho họa sĩ  và kiếm khách Miyamoto Musashi

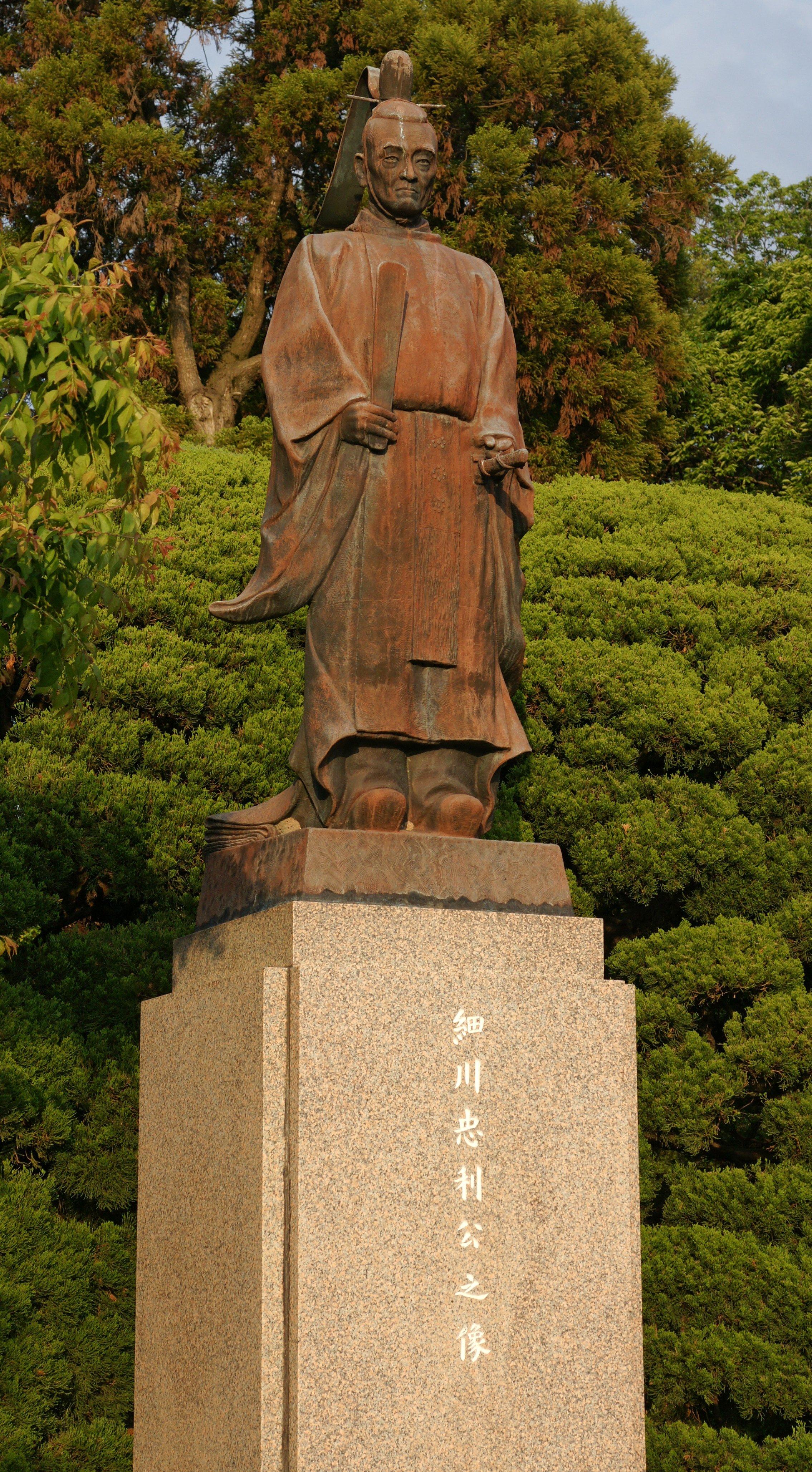
Tượng của Hosokawa Tadatoshi bên trong Suizen-ji Jōju-en.
Mon của tộc Hosokawa.Mon của tộc Hosokawa.
Mon của Miyamoto Musashi sinh ở Ōhara-chō tỉnh Mimasaka.[5]
Mon của Tokugawa Shogunate.Mon của Tokugawa Shogunate.

### Hậu cận đại

#### Thời kỳ Minh Trị
Cơ quan hành chính hiện tại của Thành phố Kumamoto được thành lập vào ngày 1 tháng 4 năm 1889.

#### Thời kỳ Showa
Vào ngày 1 tháng 7 năm 1945, gần kết thúc Thế chiến II, Kumamoto bị ném bom trong Không kích Đồng minh, phá hủy một dặm vuông, tức 20% diện tích của thành phố.

### Lịch sử đương đại

#### Sau Thế chiến II
Sau chiến tranh, nhà sư Phật giáo Nhật Bản Nichidatsu Fujii đã quyết định xây dựng Chùa Hòa bình trên đỉnh núi Hanaoka trong thành phố để tưởng nhớ tất cả những người đã mất trong chiến tranh và thúc đẩy hòa bình. khánh thành vào năm 1954, đây là ngôi chùa đầu tiên trong số hơn 80 ngôi chùa Hòa bình do bởi Fujii và những người theo ông trên khắp thế giới xây dựng.

#### Thời kỳ Heisei
Ngày 1 tháng 2 năm 1991, các thị trấn Akita, Kawachi, Tenmei, và Hokubu (tất cả từ Quận Hōtaku) được sáp nhập vào Kumamoto. Ngày 6 tháng 10 năm 2008, thị trấn  Tomiai (từ Quận Shimomashiki ) được sáp nhập vào Kumamoto. Ngày 23 tháng 3 năm 2010, thị trấn Jōnan (cũng thuộc Quận Shimomashiki) và thị trấn Ueki (thuộcQuận Kamoto) sáp nhập vào Kumamoto.
Hàng loạt các trận động đất đã xảy ra khu vực này bắt đầu từ ngày 14 tháng 4 năm 2016, bao gồm một cơn chấn động có cường độ 7,1 vào sáng sớm ngày 16 tháng 4 năm 2016.

## Chính phủ
Kazufumi Ōnishi là thị trưởng thành phố từ tháng 12 năm 2014.

### Sự cố mẹ đi làm
Vào tháng 11 năm 2017, chính trị gia Kumamoto là Yuka Ogata đã bị buộc phải rời khỏi hội đồng thành phố Kumamoto vì cô ấy đã mang theo con khi đi làm. Vụ việc đã được báo chí quốc tế đưa tin như một ví dụ về những thách thức mà phụ nữ ở Nhật Bản phải đối mặt.

## Khí hậu
Kumamoto có khí hậu cận nhiệt đới ẩm (phân loại khí hậu Köppen Cfa) với mùa hè nóng và mùa đông lạnh. Lượng mưa có ý nghĩa trong suốt cả năm, nhưng nặng hơn nhiều vào mùa hè, đặc biệt là các tháng 6 và 7.
| Dữ liệu khí hậu của Kumamoto (1991−2020 normals, extremes 1890−present) | Dữ liệu khí hậu của Kumamoto (1991−2020 normals, extremes 1890−present) | Dữ liệu khí hậu của Kumamoto (1991−2020 normals, extremes 1890−present) | Dữ liệu khí hậu của Kumamoto (1991−2020 normals, extremes 1890−present) | Dữ liệu khí hậu của Kumamoto (1991−2020 normals, extremes 1890−present) | Dữ liệu khí hậu của Kumamoto (1991−2020 normals, extremes 1890−present) | Dữ liệu khí hậu của Kumamoto (1991−2020 normals, extremes 1890−present) | Dữ liệu khí hậu của Kumamoto (1991−2020 normals, extremes 1890−present) | Dữ liệu khí hậu của Kumamoto (1991−2020 normals, extremes 1890−present) | Dữ liệu khí hậu của Kumamoto (1991−2020 normals, extremes 1890−present) | Dữ liệu khí hậu của Kumamoto (1991−2020 normals, extremes 1890−present) | Dữ liệu khí hậu của Kumamoto (1991−2020 normals, extremes 1890−present) | Dữ liệu khí hậu của Kumamoto (1991−2020 normals, extremes 1890−present) | Dữ liệu khí hậu của Kumamoto (1991−2020 normals, extremes 1890−present) |
| Tháng                                                                   | 1                                                                       | 2                                                                       | 3                                                                       | 4                                                                       | 5                                                                       | 6                                                                       | 7                                                                       | 8                                                                       | 9                                                                       | 10                                                                      | 11                                                                      | 12                                                                      | Năm                                                                     |
| ----------------------------------------------------------------------- | ----------------------------------------------------------------------- | ----------------------------------------------------------------------- | ----------------------------------------------------------------------- | ----------------------------------------------------------------------- | ----------------------------------------------------------------------- | ----------------------------------------------------------------------- | ----------------------------------------------------------------------- | ----------------------------------------------------------------------- | ----------------------------------------------------------------------- | ----------------------------------------------------------------------- | ----------------------------------------------------------------------- | ----------------------------------------------------------------------- | ----------------------------------------------------------------------- |
| Cao kỉ lục °C (°F)                                                      | 22.5 (72.5)                                                             | 26.4 (79.5)                                                             | 27.4 (81.3)                                                             | 30.7 (87.3)                                                             | 34.4 (93.9)                                                             | 36.1 (97.0)                                                             | 38.8 (101.8)                                                            | 38.5 (101.3)                                                            | 37.0 (98.6)                                                             | 33.7 (92.7)                                                             | 28.9 (84.0)                                                             | 24.6 (76.3)                                                             | 38.8 (101.8)                                                            |
| Trung bình ngày tối đa °C (°F)                                          | 10.7 (51.3)                                                             | 12.4 (54.3)                                                             | 16.1 (61.0)                                                             | 21.4 (70.5)                                                             | 26.0 (78.8)                                                             | 28.1 (82.6)                                                             | 31.8 (89.2)                                                             | 33.3 (91.9)                                                             | 30.1 (86.2)                                                             | 25.0 (77.0)                                                             | 18.8 (65.8)                                                             | 12.9 (55.2)                                                             | 22.2 (72.0)                                                             |
| Trung bình ngày °C (°F)                                                 | 6.0 (42.8)                                                              | 7.4 (45.3)                                                              | 10.9 (51.6)                                                             | 15.8 (60.4)                                                             | 20.5 (68.9)                                                             | 23.7 (74.7)                                                             | 27.5 (81.5)                                                             | 28.4 (83.1)                                                             | 25.2 (77.4)                                                             | 19.6 (67.3)                                                             | 13.5 (56.3)                                                             | 8.0 (46.4)                                                              | 17.2 (63.0)                                                             |
| Tối thiểu trung bình ngày °C (°F)                                       | 1.6 (34.9)                                                              | 2.6 (36.7)                                                              | 5.9 (42.6)                                                              | 10.6 (51.1)                                                             | 15.6 (60.1)                                                             | 20.2 (68.4)                                                             | 24.2 (75.6)                                                             | 24.8 (76.6)                                                             | 21.2 (70.2)                                                             | 14.9 (58.8)                                                             | 8.8 (47.8)                                                              | 3.4 (38.1)                                                              | 12.8 (55.0)                                                             |
| Thấp kỉ lục °C (°F)                                                     | −9.2 (15.4)                                                             | −9.2 (15.4)                                                             | −6.9 (19.6)                                                             | −2.5 (27.5)                                                             | 1.3 (34.3)                                                              | 7.1 (44.8)                                                              | 14.3 (57.7)                                                             | 15.3 (59.5)                                                             | 6.7 (44.1)                                                              | 0.5 (32.9)                                                              | −3.8 (25.2)                                                             | −7.9 (17.8)                                                             | −9.2 (15.4)                                                             |
| Lượng Giáng thủy trung bình mm (inches)                                 | 57.2 (2.25)                                                             | 83.2 (3.28)                                                             | 124.8 (4.91)                                                            | 144.9 (5.70)                                                            | 160.9 (6.33)                                                            | 448.5 (17.66)                                                           | 386.8 (15.23)                                                           | 195.4 (7.69)                                                            | 172.6 (6.80)                                                            | 87.1 (3.43)                                                             | 84.4 (3.32)                                                             | 61.2 (2.41)                                                             | 2.007 (79.02)                                                           |
| Lượng tuyết rơi trung bình cm (inches)                                  | 1 (0.4)                                                                 | 0 (0)                                                                   | 0 (0)                                                                   | 0 (0)                                                                   | 0 (0)                                                                   | 0 (0)                                                                   | 0 (0)                                                                   | 0 (0)                                                                   | 0 (0)                                                                   | 0 (0)                                                                   | 0 (0)                                                                   | 0 (0)                                                                   | 1 (0.4)                                                                 |
| Số ngày giáng thủy trung bình (≥ 0.5 mm)                                | 8.1                                                                     | 9.0                                                                     | 11.4                                                                    | 10.7                                                                    | 10.4                                                                    | 15.2                                                                    | 13.3                                                                    | 11.3                                                                    | 10.4                                                                    | 7.2                                                                     | 8.3                                                                     | 8.3                                                                     | 123.5                                                                   |
| Độ ẩm tương đối trung bình (%)                                          | 70                                                                      | 67                                                                      | 66                                                                      | 65                                                                      | 67                                                                      | 76                                                                      | 76                                                                      | 72                                                                      | 71                                                                      | 69                                                                      | 72                                                                      | 71                                                                      | 70                                                                      |
| Số giờ nắng trung bình tháng                                            | 133.0                                                                   | 141.1                                                                   | 169.6                                                                   | 184.0                                                                   | 194.3                                                                   | 130.8                                                                   | 176.7                                                                   | 206.0                                                                   | 176.4                                                                   | 187.1                                                                   | 153.7                                                                   | 143.4                                                                   | 1.996,1                                                                 |
| Nguồn: Cơ quan khí tượng Nhật Bản                                       |                                                                         |                                                                         |                                                                         |                                                                         |                                                                         |                                                                         |                                                                         |                                                                         |                                                                         |                                                                         |                                                                         |                                                                         |                                                                         |

#### Quận
| Quận của Kumamoto | Quận của Kumamoto | Quận của Kumamoto | Quận của Kumamoto | Quận của Kumamoto |
| Tên               | Tên               | Tên               |                   | Bản đồ Kumamoto   |
| Rōmaji            | Kanji             | Hán việt          | Màu               |                   |
| ----------------- | ----------------- | ----------------- | ----------------- | ----------------- |
| Kita              | 北区              | Bắc khu           | Xanh              |                   |
| Nishi             | 西区              | Tây khu           | Vàng              |                   |
| Chūō              | 中央区            | Trung ương khu    | Tím               |                   |
| Higashi           | 東区              | Đông khu          | Đỏ                |                   |
| Minami            | 南区              | Nam khu           | Xanh lá           |                   |

## Cột mốc

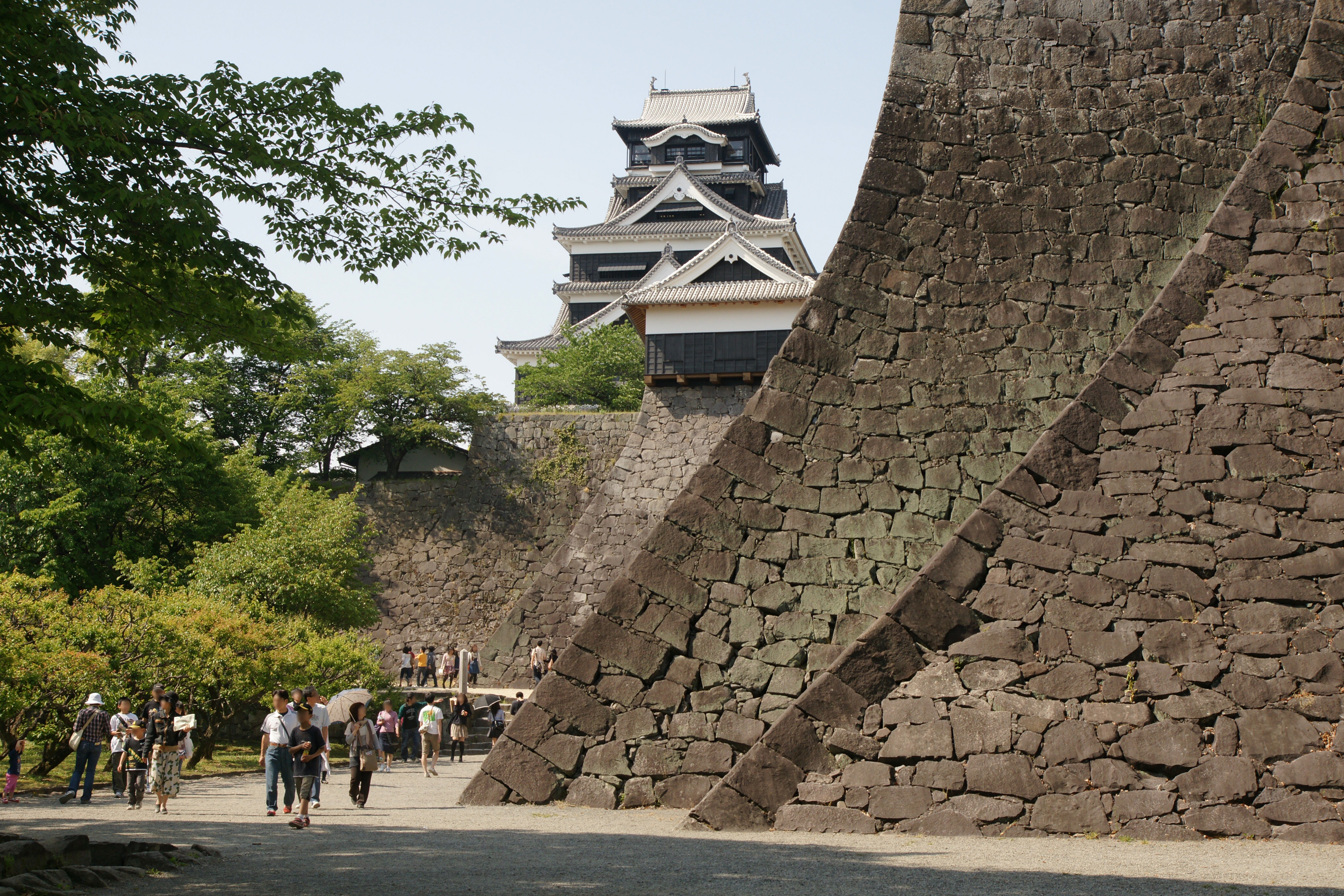
Thành Kunamoto

### Thành Kumamoto
Địa danh nổi tiếng nhất của thành phố là Thành Kumamoto, một thành trì Nhật Bản lớn và cực kỳ kiên cố. Thành đã bị tấn công trong Cuộc nổi dậy Satsuma, bị cướp phá và đốt cháy sau cuộc bao vây dài 53 ngày. Chính trong thời gian này đã ra đời truyền thống ăn basashi (thịt ngựa sống). Basashi vẫn phổ biến ở Kumamoto và có mức độ thấp hơn so với những nơi khác ở Nhật Bản, mặc dù ngày nay nó thường được coi là một món ăn ngon.
Trong các bức tường bên ngoài của thành Kumamoto gọi là Hosokawa Gyobu-tei, nơi ở trước đây của daimyō Higo. Ngôi biệt thự bằng gỗ truyền thống này có một khu vườn Nhật Bản đẹp nằm trong khuôn viên của nó.

### Địa điểm tôn giáo
Ngôi chùa đầu tiên trong số nhiều chùa hòa bình trên khắp thế giới được xây dựng bởi nhà sư Phật giáo Nhật Bản Nichidatsu Fujii trên đỉnh Núi Hanaoka vào đầu năm 1947.
Kumamoto cũng là địa điểm của Đền Takahashi Inari và Fujisaki Hachimangū.

### Khu vực Suizenji
Kumamoto là quê hương của Suizen-ji Jōju-en, một khu vườn trang trọng lân cận với đền Suizenji, cách thành Kumamoto khoảng 3 km về phía đông nam. Công viên Suizenji cũng là nơi có Sân vận động thành phố Suizenji, đội bóng đá Roasso Kumamoto thường thi đấu ở đây. Đội hiện sử dụng Sân vận động KKWing lớn hơn ở Phường Higashi.

### Các trang web đáng chú ý khác
Miyamoto Musashi đã sống phần đời cuối cùng của mình ở Kumamoto. Lăng mộ và hang động nơi ông cư trú trong những năm cuối đời (được gọi là Reigandō, hay "hang đá thần") là nơi ông đã viết nên cuốn sách nổi tiếng Go Rin no Sho (Sách của năm chiếc nhẫn) 
Khu vực trung tâm thành phố có một khu trung tâm thương mại nằm trên hai cung đường mua sắm, Shimotori và Kamitori, kéo dài ra một số khu phố. Các cửa hàng bách hóa chính nằm ở đây cùng với một số lượng lớn các nhà bán lẻ nhỏ hơn, nhà hàng và quán bar. Nhiều lễ hội địa phương được tổ chức trong hoặc gần các mái vòm.
Các địa điểm văn hóa bao gồm Bảo tàng Nghệ thuật Tỉnh Kumamoto và Nhà hát Tỉnh Kumamoto.

## Hạ tầng giao thông

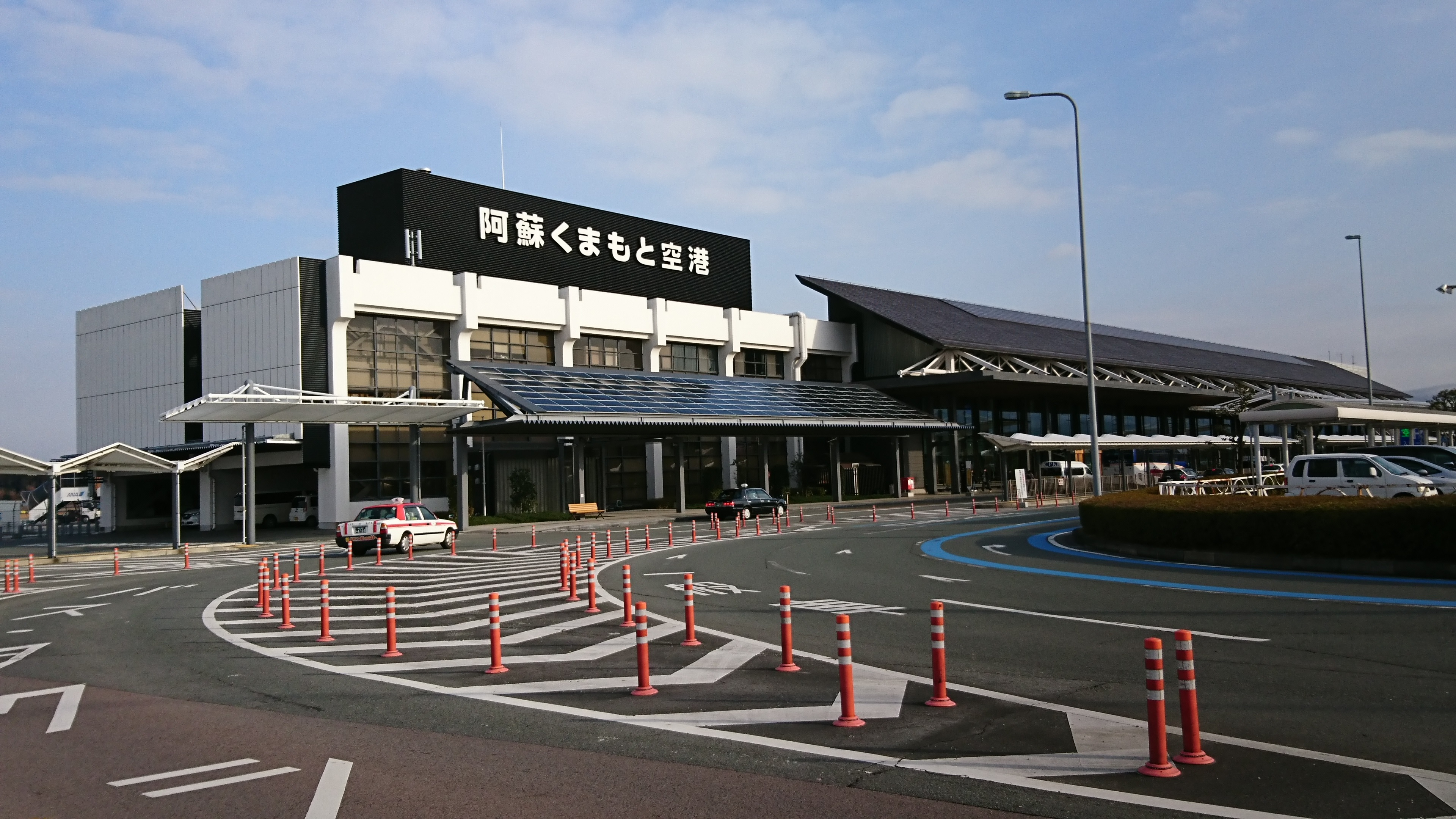
Sân bay Kumamoto

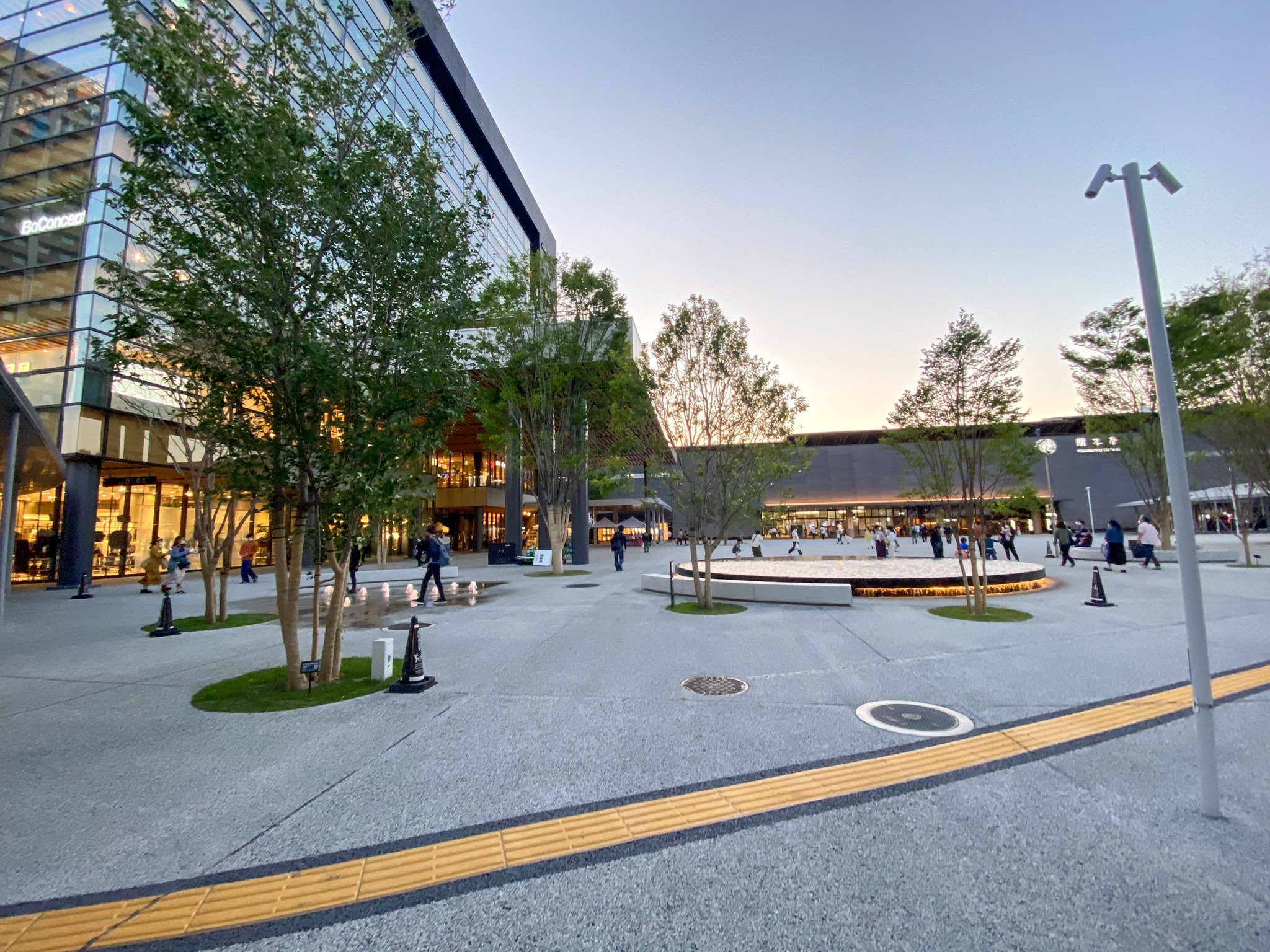
Ga Kumamoto

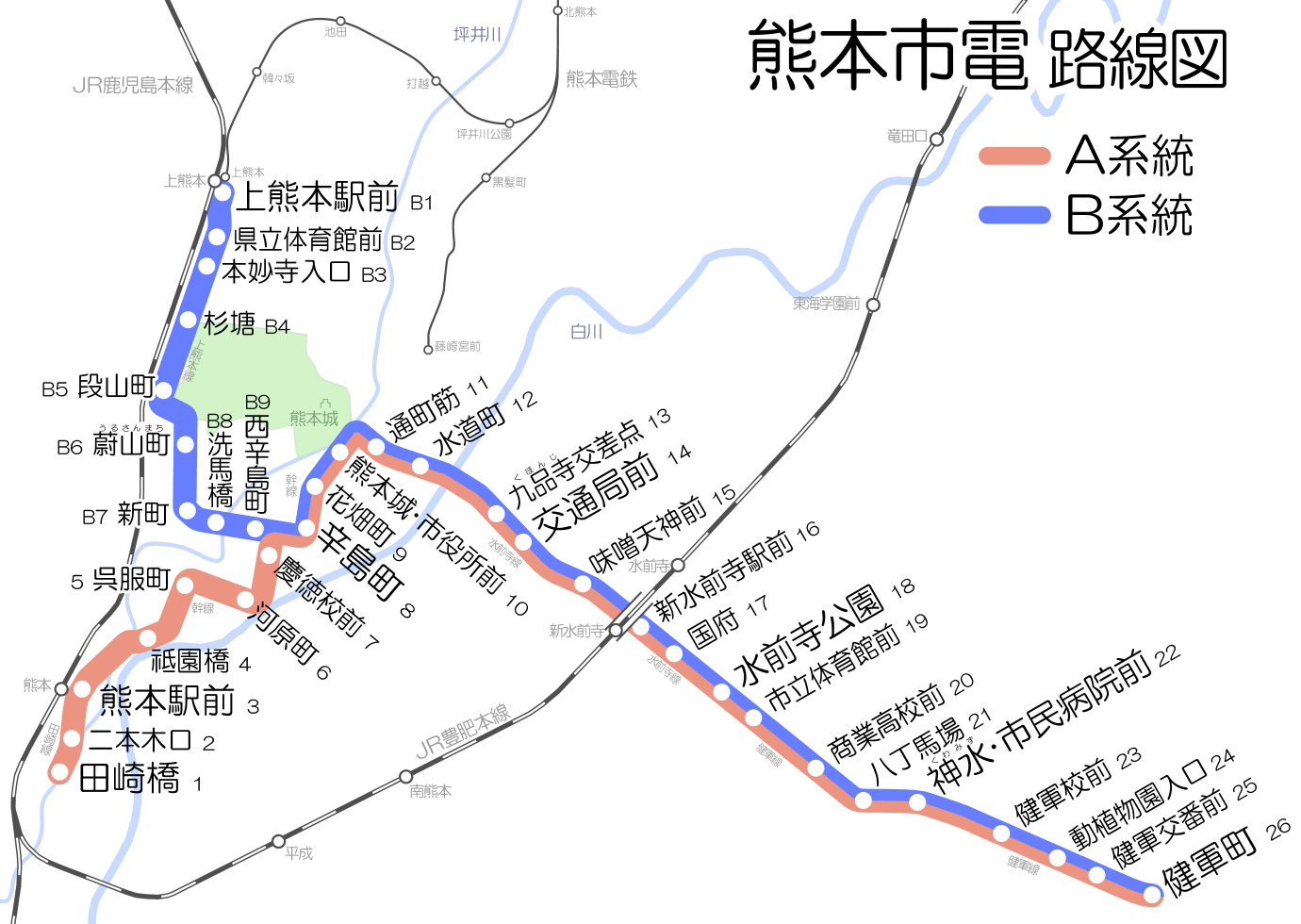
Cục giao thông vận tải thành phố Kumamoto

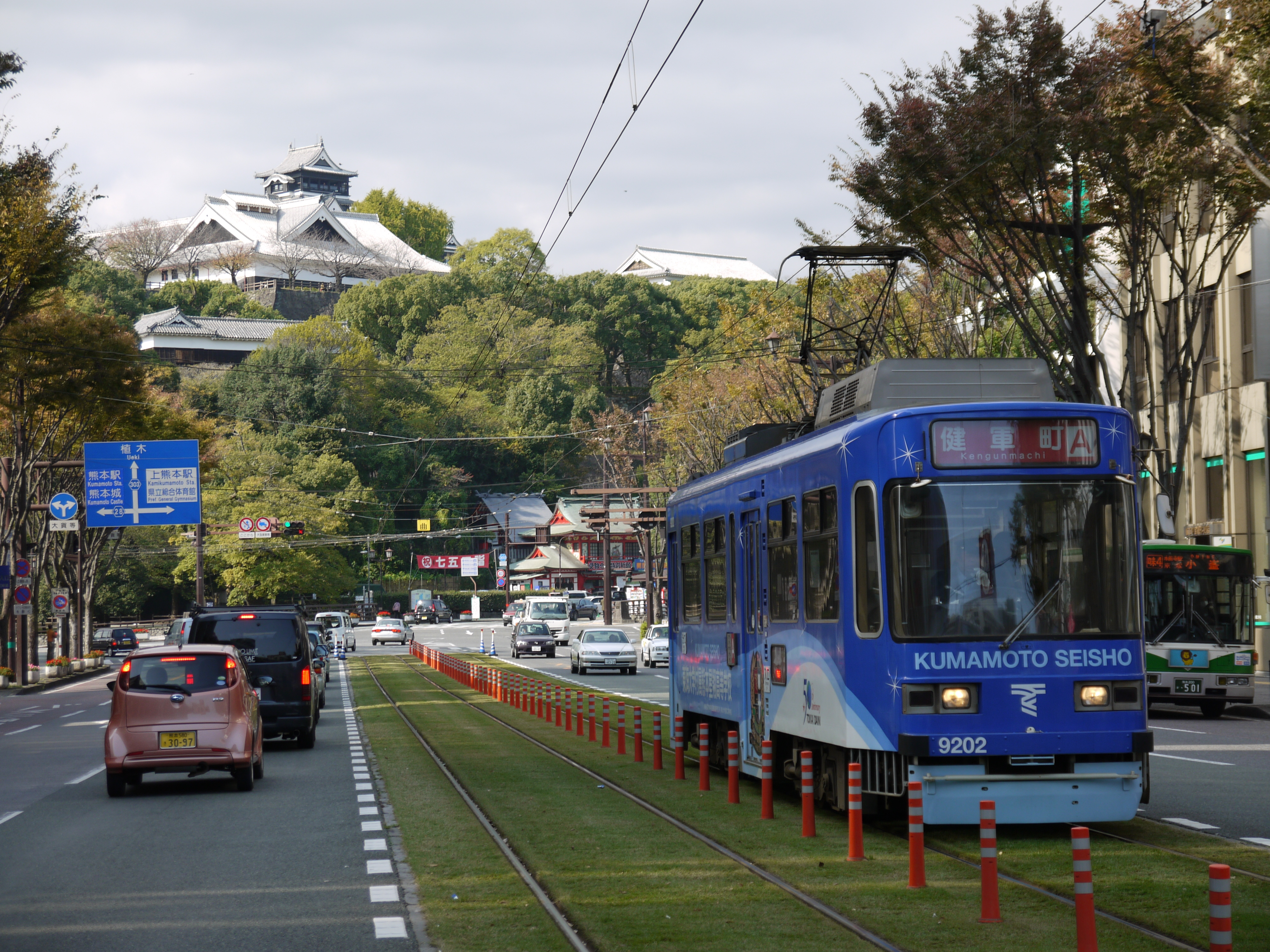
Xe điện thành phố Kumamoto

Phương tiện giao thông công cộng địa phương được cung cấp bởi Cục Giao thông Thành phố Kumamoto.

### Hàng không

#### Sân bay
Sân bay Kumamoto nằm ở Mashiki gần đó.

### Đường sắt

#### Đường sắt cao tốc
Vào ngày 12 tháng 3 năm 2011, hoàn thành tuyếnshinkansen (tàu cao tốc cao tốc), thiết lập một liên kết đường sắt cao tốc trực tiếp đến Fukuoka Tokyo qua ga Hakata.
Công ty đường sắt Kyushu (JR Kyushu)
- Kyushu Shinkansen: - 'Ga Kumamoto'  -

### Xe điện
Xe điện chạy đến một vài vùng ngoại ô gần khu vực trung tâm thành phố.
Cục giao thông vận tải thành phố Kumamoto

### Xe buýt
Một trạm xe buýt lớn gọi làTrung tâm Kotsu, cung cấp kết nối đến cả các điểm đến địa phương và liên tỉnh.

### Taxi
Một số công ty taxi địa phương phục vụ khu vực đô thị Kumamoto và là phương tiện giao thông công cộng 24 giờ duy nhất trong thành phố.

## Đối ngoại

### Thị trấn anh em/thành phố kết nghĩa
Thành phố Kumamoto được kết nghĩa với các thành phố sau.

#### Quốc tế
- Billings, Montana, Hoa Kỳ
- Bristol, Vương quốc Anh
- Quế Lâm, Quảng Tây, Cộng hòa Nhân dân Trung Hoa
- Heidelberg, Baden-Württemberg, Đức (từ năm 1992)[15]
- Helena, Montana, Hoa Kỳ
- San Antonio, Texas, Hoa Kỳ (từ năm 1987)
- Ulsan, Hàn Quốc (từ năm 2010)
- Cao Hùng, Đài Loan (từ năm 2017) [16]

## Những nhân vật đáng chú ý
- Aimer, ca sĩ, nhạc sĩ nhạc pop.
- Chisato Moritaka, ca sĩ, nhạc sĩ nhạc pop.
- Eiichiro Oda, họa sĩ truyện tranh, tác giả của One Piece.
- Go Shiozaki, đô vật chuyên nghiệp, hiện đã ký hợp đồng thăng hạng Pro Wrestling Noah, hiện làGHC Heavyweight Champion và Chủ tịch của Hiệp hội Đô vật Noah.
- Higonoumi Naoya, đô vật sumo.
- Inoue Kowashi, chính khách.
- Isao Yukisada, đạo diễn phim.
- Kaji Yajima, nhà giáo dục, người theo chủ nghĩa hòa bình, chủ tịch của WCTU tại Nhật Bản.
- Masahiko Kimura, vận động viên judo.
- Momoko Ueda, vận động viên chơi gôn chuyên nghiệp.
- Noriko Kubo, nữ kiếm sĩ Nhật Bản.
- Rie Kugimiya, nữ diễn viên lồng tiếng.
- Sayuri Ishikawa,  ca sĩ enka
- Seiki Yoshioka, Đô vật chuyên nghiệp Nhật Bản
- Shōdai Naoya, đô vật sumo.
- Tochihikari Masayuki, đô vật sumo.
- Yōko Shimada, nữ diễn viên.
- Yokoi Shōnan, học giả và nhà cải cách chính trị.
- Yuri Masuda, giọng ca của nhóm m.o.v.e.
- Yuta Iwasada, cầu thủ bóng chày Nhật Bản.